# Abul
Abul és una òpera en tres actes del compositor brasiler Alberto Nepomuceno amb llibret del mateix compositor basat en l'obra d'Herbert Ward. L'òpera es va estrenar el 30 de juny de 1913 al Teatre Coliseu de Buenos Aires. Al Brasil va debutar el 10 de setembre de 1913 al Theatro Municipal do Rio de Janeiro.